# Rozchodník ostrý

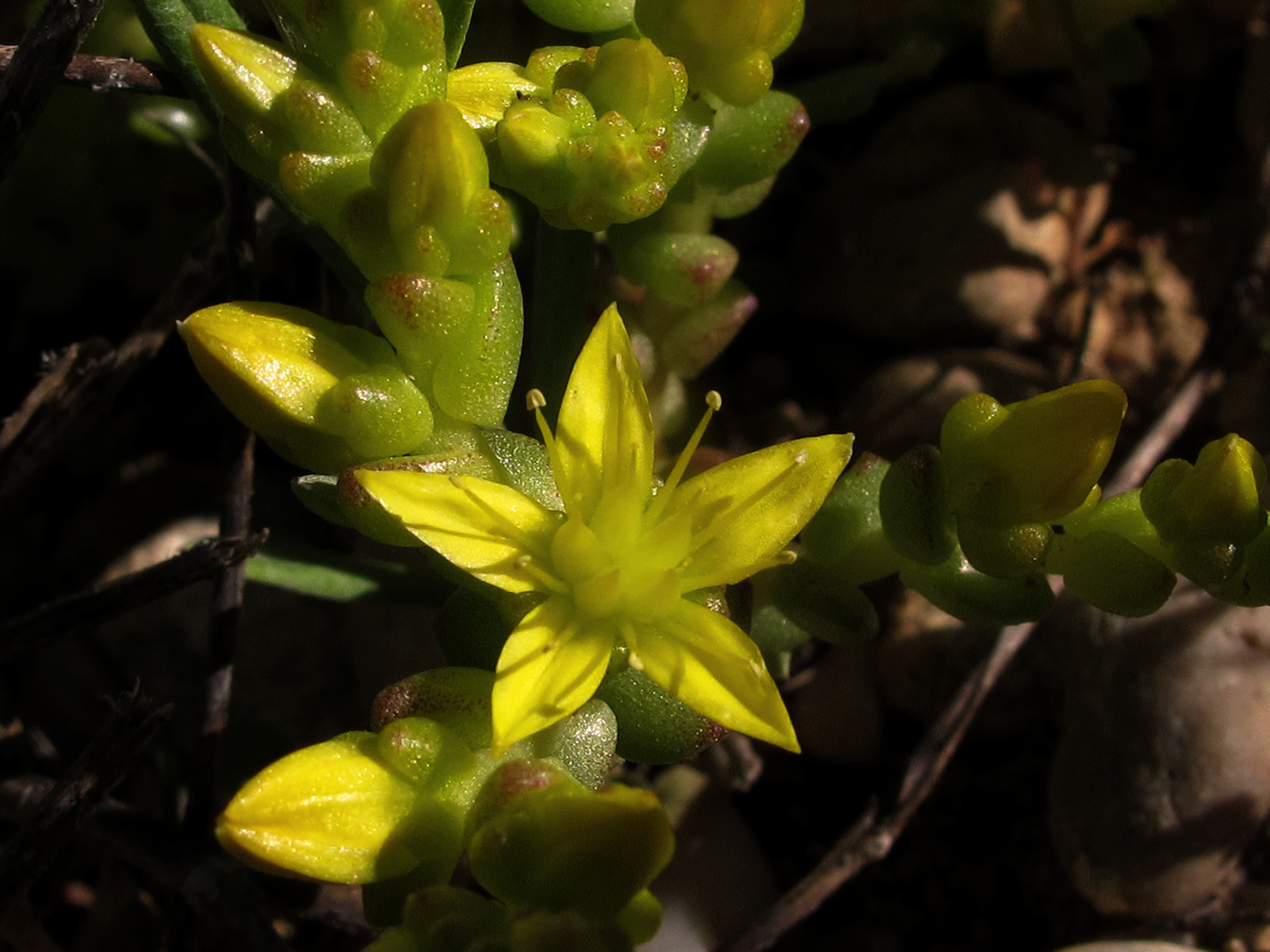
Květ

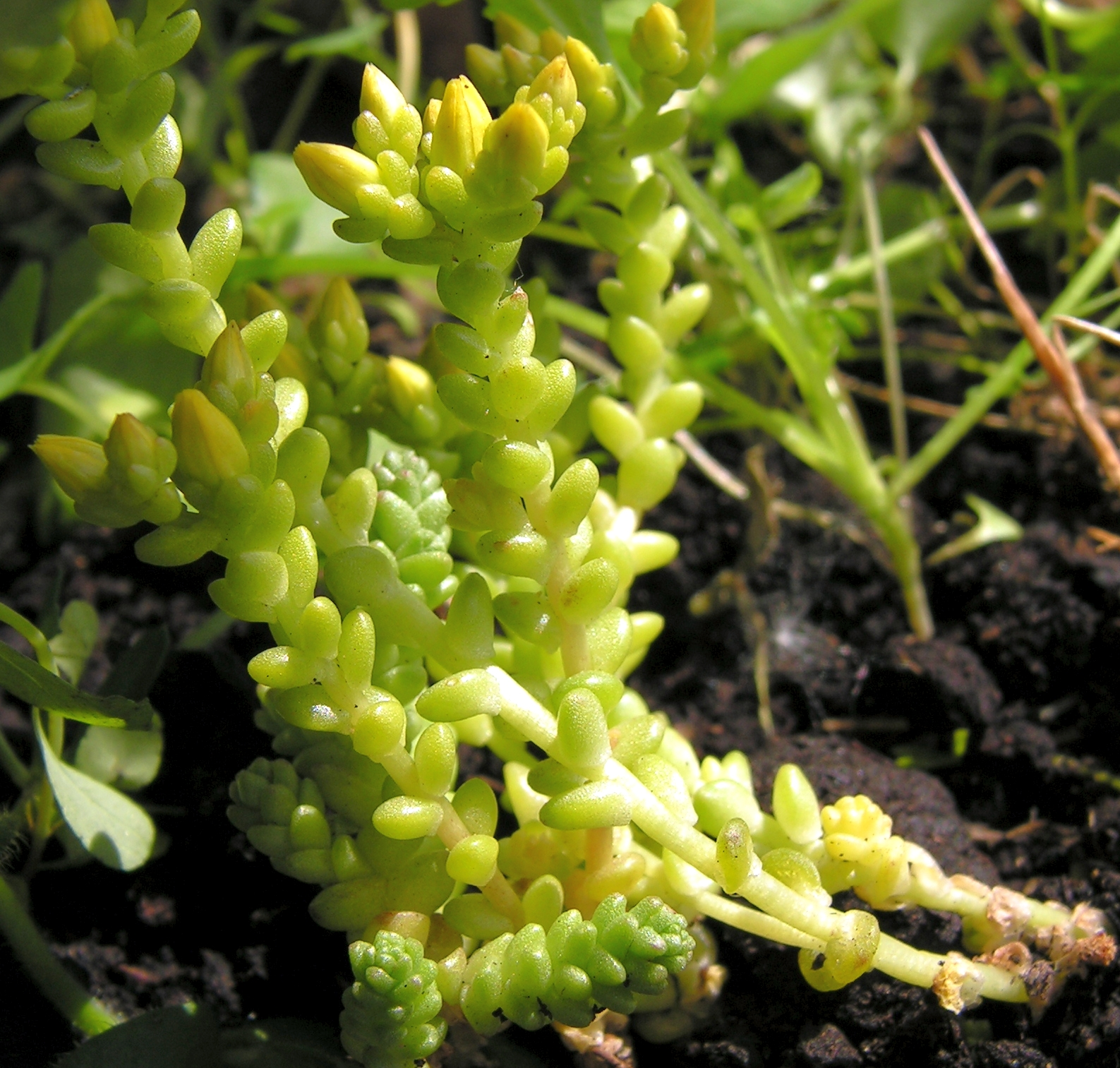
Nekvetoucí lodyhy s listy

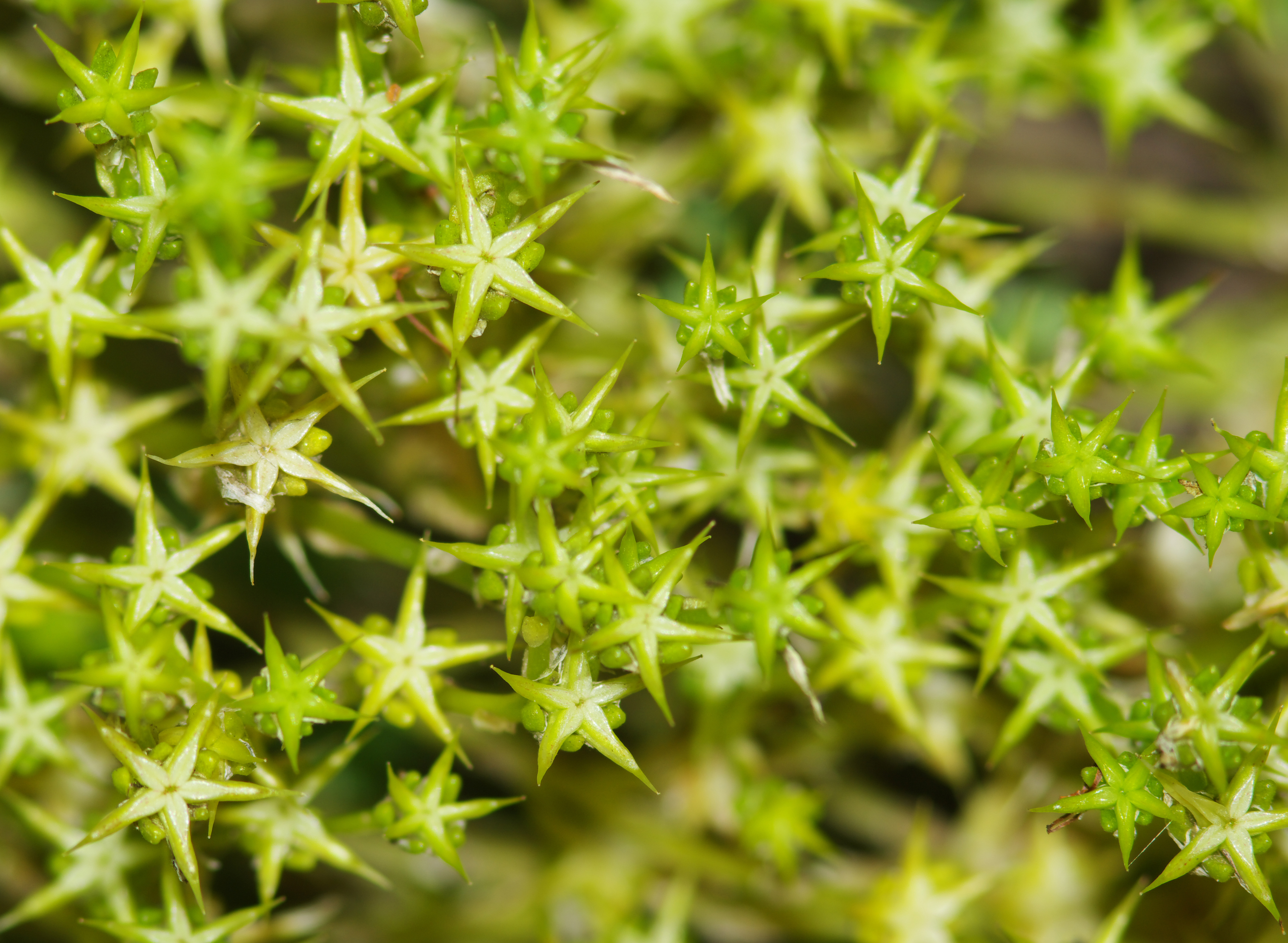
Hvězdicovité měchýřky - plody

Rozchodník ostrý (Sedum acre) je sukulentní, stálezelená bylina, jeden z asi 420 druhů rodu rozchodník. Tato plazivě polštářovitá trvalka je v  české přírodě počítána za původní druh a vyskytuje se v ní jako planě rostoucí rostlina.

## Rozšíření
Areál původního výskytu této rostliny se rozkládá téměř v celé Evropě, od Španělska na západě po Ural na východě a od Skandinávie na severu po břehy Středozemního moře na jihu. Mimo Evropu zasahuje ještě na západní Sibiř, Kavkaz a na sever Afriky. Mimo tato původní místa byl lidmi rozšířen do Severní Ameriky, na Nový Zéland a do Japonska.
V České republice je počítán mezi divoce rostoucí trvalky, vyskytuje se téměř po celém území, místy je hojný a jinde vzácnější. Četnější bývá v místech s dostatkem skalnatých stanovišť, hlavně na zásaditém podloží. Vyskytuje se více v planárním stupni, méně v kolinním a v submontánním již bývá vzácný. Byl pozorován v okolí Milešovky v nadmořské výšce 830 m n.  m. a na Sněžce ve výšce 1600 m.

## Ekologie
Chamaefyt rostoucí na slunných a suchých kamenitých stráních, písčinách, náspech železničních tratí a silnic, na skládkách škváry či kameniva a na dalších lidmi narušených stanovištích s nezapojenou vegetací. Vyskytuje se také na zídkách, zdech a střechách starých domů. Jde o rostlinu, která se rychle rozrůstá, vyhovuje jí slunné místo se sušší a propustnou půdou s  pH 6,5 až 7,5,  snáší pokles teploty do -40 °C. Přežívá déle trvající období sucha, neúrodnou půdu i občasné sešlapávání. Kvete v průběhu května a června.

## Popis
Vytrvalá bylina vysoká 5 až 15 cm s tenkou, plazivou, kořenující, šedě zelenou nebo červenavě naběhlou lysou lodyhou vyrůstající v hustém, k podkladu přitlačeném trsu s nitkovitými kořeny. Květonosné lodyhy jsou přímé, jednoduché a 5 až 10 cm, nejvýše 15 cm vysoké. Sterilní, nekvetoucí lodyhy bývají o málo kratší, na průřezu válcovité a hustě olistěné střechovitě uspořádanými listy. Dužnaté, svěže zelené, jednoduché listy vyrůstající střídavě bývají uspořádané spirálovitě nebo až v šesti řadách. Jsou přisedlé, úzce vejčitého až kuželovitého tvaru a průměrně 4 mm dlouhé a 3 mm široké, na bázi jsou nejširší a na horní straně slabě zploštělé a po stranách celokrajné a oblé. Sukulentní listy jsou přes zimní období neopadavé, nemají palisty ani řapíky a po odumření se barví stříbrně.
Přímé, květonosné lodyhy nesou květenství složené ze dvou až čtyř vidličnatě rozvětvených koncových vijanů s listeny podobnými menším listům. Na konci každé větve květenství je po třech až pěti žlutých, přisedlých, pětičetných, pravidelných, oboupohlavných květech. Kališní lístky dlouhé 3 mm jsou dužnaté, zelené a mají na bázi srostlé cípy trojúhelníkovitého tvaru. Korunní lístky sytě žluté barvy jsou hvězdicovitě rozestálé, dlouhé 7 mm a široké 3 mm, jsou volné, vejčité až kopinaté a na konci zašpičatělé. Žlutých tyčinek, jen o málo kratších než koruna, je ve dvou kruzích deset a nesou podlouhlé, žluté prašníky; u báze tyčinek jsou drobné šupinky produkující nektar pro opylovače. Semeník je vytvořen z pěti klínovitých, zploštělých, světle žlutých plodolistů. Bliznu květu může opylit létající hmyz, nejčastěji čmeláci, včely, motýli nebo mouchy pylem z jiné nebo totožné rostliny.
Plod je ve zralosti blanitý, bělavý, suchý, hvězdicovitě rozložený měchýřek asi 4 mm velký, který společně s jinými vytváří souplodí měchýřků bez okrasné hodnoty. Měchýřek obsahuje drobná, elipsoidní, světle hnědá semena velká 0,5 až 1 mm, která jsou většinou vypouštěná za deště a vodou šířena po okolí.

## Rozmnožování
Přirozeně se rozšiřuje do blízkého okolí vegetativně, zakořeňováním nekvetoucích poléhavých lodyh a do větší vzdálenosti pohlavně, semeny rozptylovanými větrem, vodou nebo zvířaty. Za pomoci lidí je obvykle rozmnožován vegetativně řízkováním lodyh či rozdělováním trsů a také pohlavně semeny. Nová rostlinka vytvoří plochý oddenek s tenkými, pevnými kořínky schopnými vnikat do drobných trhlin v kamenitém podkladu.

## Význam
Rozchodník ostrý je nejčastěji využíván jako vděčná skalnička, jenž se rychle rozrůstá a bez větší péče v krátké době zajistí pokrytí větší plochy; přes letní období je ozdobná i svými zlatožlutými květy, je doporučeno při plošné výsadbě na 1 m² použít 24 až 36 rostlin. Ideální je dobře odvodněné stanoviště se suchou vápnitou půdou; v kyselé, výživné a vlhké půdě trpí rostliny hnilobou kořenů. Býložravci jej pro hořkost nespásají, chutná však plžům.
Rostlina obsahuje piperidinové alkaloidy, které jsou silně hořké a po požití větších dávek působí na člověka toxicky, případná otrava se projevuje poruchami zažívacího ústrojí doprovázeného zvracením a bolesti hlavy. K těžkým otravám však nedochází, neboť toxické látky bývají zvráceny mnohem dříve, než jsou organismem vstřebány. Tohoto jevu se v minulosti využívalo při podezření na požití otráveného pokrmu nebo nápoje, který byl rychle vydáven. Nálev z rostliny snižuje krevní tlak a způsobuje prokrvení pokožky. Čerstvá šťáva z lodyhy má antibiotické a fungicidní účinky a užívá se na špatně se hojící rány a kožní plísně. Jako droga slouží nať sbírána v červnu a červenci sušená ve stínu při teplotě do 35 °C. Obsažené toxické alkaloidy jsou však podezřelé z nápomoci ke vzniku rakoviny a proto se již vnitřní užívání rozchodníku ostrého nedoporučuje.